# 池峰城
池峰城（1904年3月17—1955年3月16日），字镇峨，河北景县人。中華民國國軍中将，在北京关押期间去世。 
陆军第十六混成旅学兵大队、中央陆军军官学校高等教育班第二期、陆军大学将官讲习班第二期、陆军大学将官班甲级第一期毕业。1936年1月29日叙任陆军少将。1936年10月5日晋任陆军中将。曾受四等宝鼎勋章一座。1938年3月25日至4月7日在台儿庄战役中初诱峄县之敌，继固守台儿庄督饬所部与敌苦战。卒将台庄之敌全数歼灭，获空前之大胜利。获颁青天白日勋章一座。证书编号：庸字第78号。获勋时间:1938年6月7日。时任职务：第31师中将师长。

## 生平
池峰城于1904年3月17日（光绪三十年二月初一）生于河北省景县扬八刀屯村，原名凤臣。1917年离家学点心手艺。之後加入北洋军冯玉祥部陆军第十六混成旅学兵大队，1920年中央陆军军官学校高等教育班第二期、陆军大学将官班甲级第一期毕业。
毕业后，池峰城被派任到陕西督军署卫队团第3营第1连，在连长鲁崇义手下任班长。当时督军为冯玉祥，卫队团团长为赵席聘，第三营营长为张自忠。1924年，池峰城升任排长，当时卫队团已经扩编为卫队旅，旅长是孙连仲。1925年升任连长。1926年孙连仲任国民联军12师师长，池峰城升任12师手枪团第2营的营长。1927年5月改任国民革命军第二集团军第4师第10旅第30团第3营少校营长。7月，调任第12师第36旅第108团第3营少校营长。1928年6月调升第二集团军军官学校第一大队中校队长。9月调任第二集团军工兵第2团中校团长。11月，调任至孙连仲的第31师，任手枪营中校营长。1929年2月升任第31师第92旅第183团上校团长。1930年发生中原大战，该团所属随编制改动，但池峰城一直担任团长。1932年9月升任孙连仲的第26师第79旅少将旅长，下辖两个团。1933年8月升任第27师的少将副师长，兼第26路军的干部训练所副所长。10月，进入中央军校高教班第二期学习。次年6月高教班毕业后，回任原职。12月21日调升第31师中将师长。1936年1月1日获颁四等宝鼎勋章。同月29日叙任陆军少将。10月5日晋任陆军中将。
1937年，抗日战争爆发。池峰城在1938年初的徐州会战中率第31师从属第二集团军参加了台儿庄战役。在台儿庄战役中，第31师负责死守台儿庄。历经十余日血战后，池峰城成功守到国军包围圈完成，使得国军余部得以从容切断日军各路，最终发起反击。台儿庄大捷后，1938年6月，池峰城获颁青天白日勋章。其后参与武汉会战。
1939年2月17日，升任第30军中将军长，下辖三个师（第27师、第30师、第31师）。1940年4月兼任豫鄂边区游击总指挥。5月，参与枣宜会战。5月8日获颁三等宝鼎勋章。1943年11月升任长江上游江防总司令部（兼总司令吴奇伟）中将副总司令兼第30军军长。1944年10月带职入陆军大学将官班甲级第一期深造。1945年1月陆大毕业后派任第33集团军（总司令冯治安）中将副总司令。1945年11月任第11战区（司令长官孙连仲）驻保定全权代表。1946年1月任保定警备司令部中将司令，辖暂编第24军、暂编第28军、新编第2师。1946年6月李颖受晋察冀中央分局城工部派遣，潜入保定，经堂兄李中立引荐，做了池峰城将军的副官，掌管文案。池峰城在1946年11月请辞保定警备司令之职，退出内战，寓居北平。1947年1月任第11战区司令长官部中将高级参谋。1947年3月调任国防部（部长白崇禧）中将部员。
1949年1月，池峰城策动军统北平站站长徐宗尧起义，随傅作义参与北平和平解放。在中華人民共和國建國後的鎮反運動中，因“历史遗留问题”受到审查下獄。1955年3月16日，池峰城病逝于北京监狱中。1983年5月12日，北京市公安局对池峰城作出平反。

## 相关文艺作品
- 1986年广西电影制片厂摄制的电影《血战台儿庄》中，由江化霖饰演池峰城。

## 纪念
- 池峰城任第三十军军长时，辖下一个通讯营驻扎在泌阳县马谷田镇三年。1940年马谷田镇为池峰城捐立了一块功德碑。後毁于战乱。2012年，泌阳县重新发现埋于地下的功德纪念碑。[1]

## 家人
- 续弦夫人：崔予我
- 长子池皓
- 长女
- 次子
- 李颖，男，池峰城将军副官，1943年加入共产党，1946年6月开始在池峰城将军身边工作。